# Bill Thompson
Bill Thompson (8 de julio de 1913-15 de julio de 1971) fue un actor de voz y actor radiofónico de nacionalidad estadounidense, con una carrera desarrollada desde los años 1930 hasta el momento de su muerte.

## Primeros años
Su nombre completo era William H. Thompson, y nació en Terre Haute, Indiana, en el seno de una familia de artistas de vodevil. Thompson inició su carrera trabajando en la radio en Chicago, trabajando en sus comienzos en el programa matinal de variedades de on Don McNeill, Don McNeill's Breakfast Club, en 1934, además de formar durante un tiempo parte de un coro en la serie musical The Sinclair Weiner Minstrels hacia 1937. En esa época, Thompson formó un personaje, Mr. Wimple. 
Sin embargo, Thompson pronto alcanzó su mayor fama al sumarse al show radiofónico Fibber McGee and Molly hacia 1936, volviendo a dar voz a Wimple en 1941. También, en Fibber McGee and Molly, interpretaba a Horatio K. Boomer, aunque en el show también fue la voz de Wallace Wimple, Nick Depopulis y, sobre todo, Old-Timer.

## Wallace Wimple

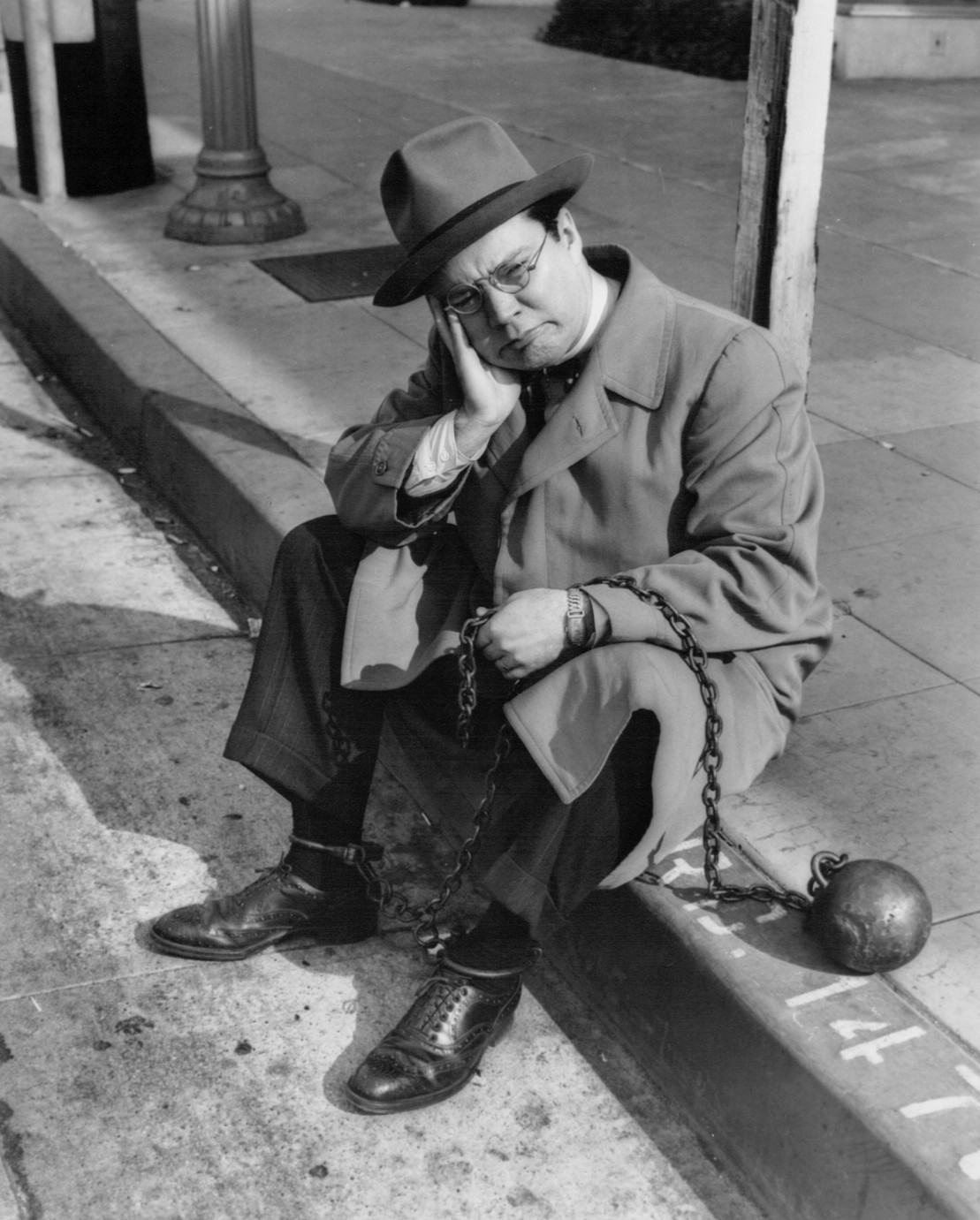
Thompson como Wallace Wimple

Wallace Wimple, una extensión del papel de Thompson en Breakfast Club, sería, empero, su papel más duradero. El personaje se hizo muy popular, e inspiró al director de animación Tex Avery para idear un perro con la voz del personaje, al que llamó Droopy, y que casi siempre tuvo la voz de Thompson. Thompson hizo también el papel del título en el corto de Avery nominado al Premio Oscar Blitz Wolf.

## Segunda Guerra Mundial
En 1943, sin embargo, la pujante carrera de Thompson se vio interrumpida al alistarse en la Armada de los Estados Unidos durante la Segunda Guerra Mundial, por lo que hubo de suspender temporalmente todos sus personajes radiofónicos. Él volvió a trabajar en Fibber McGee a tiempo completo en 1946, siendo también colaborador semiregular en la serie de Edgar Bergen para la radio. 
El 21 de febrero de 1950 se casó con Mary Margaret McBride. Su esposa era hija del dibujante Clifford McBride y no tenía nada que ver con la Mary Margaret McBride de fama radiofónica, la cual no se casó y vivía en Nueva York, mientras que Thompson residía en la Costa Oeste.
Thompson siguió trabajando en la radio hasta finales de los años 1950, sobre todo en varios episodios de CBS Radio Workshop, empezando entonces a consolidarse su carrera como actor de voz en producciones de animación. Para Metro-Goldwyn-Mayer cartoon studio volvió como Droopy, encarnando también, entre otros personajes, al bulldog llamado Spike, conocido como Butch tras la salida de Avery de MGM.

## Walt Disney Studios
Para Walt Disney Animation Studios trabajó en muchos cortos y largometrajes, a menudo utilizando dialectos o con una variante de su voz Wimple/Droopy. Entre las cintas de animación en las que participó figuran Alicia en el país de las maravillas, con los papeles del Conejo Blanco y el Dodo, Peter Pan como Mr. Smee y otros piratas (retomando sus papeles en adaptaciones radiofónicas para Lux Radio Theater), y La bella durmiente, en la que daba voz al Rey Huberto. 
Su mejor actuación puede ser la de La dama y el vagabundo (1955), donde daba voz a Jock, Bull, Dachsie, Joe y el policía irlandés del zoo. Además fue el Ranger J. Audubon Woodlore en varias producciones del Pato Donald y El Oso Humphrey, y el Profesor Búho en dos cortos musicales, Melody y Toot Whistle Plunk and Boom (dirigidos por Ward Kimball), entre otros muchos papeles. También fue el primer actor en dar voz Scrooge McDuck, destacando así mismo por encarnar a Flannery en "Pigs Is Pigs" (con dirección de Jack Kinney), y a Tío Waldo en Los Aristogatos.

## Union Oil
En 1957 Thompson se asoció a Unocal Corporation trabajando como ejecutivo de relaciones con la comunidad, retomando de manera ocasional sus personajes radiofónicos. Continuó activo en la animación, aunque esporádicamente, siendo el Rey Huberto en La bella durmiente, y la protagonista en la producción de Hanna-Barbera Tortuga D' Artagnan (más un papel como invitado en un episodio de Los Picapiedra).
En ese período, hacia 1958, Thompson actuó como invitado en show televisivo To Tell the Truth.

## Muerte
El último papel de Thompson fue el de Tío Waldo en Los Aristogatos, estrenado poco antes de su muerte, ocurrida súbitamente en Culver City, California, a causa de un choque séptico el 15 de julio de 1971, una semana después de cumplir los 58 años. Sus restos fueron incinerados y las cenizas lanzadas al mar.
Por su trabajo radiofónico, a Thompson se le concedió una estrella en el Paseo de la Fama de Hollywood, en el 7021 de Hollywood Boulevard.